# Johanna Wiberg
Johanna Maria Wiberg (ur. 6 września 1983 w Lund), szwedzka piłkarka ręczna, reprezentantka kraju, prawoskrzydłowa. Obecnie występuje w szwedzkim Eslövs IK.
Wicemistrzyni Europy z 2010 r. Na zakończenie turnieju wybrana do Siódemki gwiazd' jako najlepsza prawoskrzydłowa.

## Sukcesy

### reprezentacyjne
- wicemistrzostwo Europy  (2010)

### klubowe
- mistrzostwo Szwecji  (2002, 2003)
- puchar Danii  (2010)